# Herish Kuhi
Herish Kuhi, är född 21 mars 1981 i Mahabad, är en svensk fotbollsspelare, ursprungligen från Kurdistan.
Herish Kuhi slog igenom i BK Forward där han lyckades göra 19 mål på en säsong. Efter säsongen drog Djurgården IF och Örebro SK om Herish Kuhi. Örebro SK lyckades värva till sig Herish Kuhi.
Under sommaren 2006 skrev Kuhi på ett kontrakt för Syrianska FC. Under vintern 2007 skriver Kuhi på ett kontrakt för BK Forward.
Efter en lyckad säsong hos BK forward 2008 är många lag efter Herish Kuhi, varav en av klubbarna var Dalkurd FF som gör en storsatsning att värva till sig Herish Kuhi. Men huvudpersonen själv, väljer att vara kvar i BK Forward. Herish har även ett jobb vid sidan av fotbollen, han jobbar på vardagarna som elevresurs inom fotbollsprofilen på Gumaeliusskolan i Örebro.
Axel Kjäll säger till www.na.se att Herish Kuhi kommer att lägga skorna på hyllan nu. Något som visar sig vara helt fel, då Herish Kuhi skriver på för rival klubben Karlunds IF.

## Klubbar
- BK Forward
- Syrianska FC
- Örebro SK
- Bodens BK
- Örebro SK
- BK Forward
- Vivalla-Lundby IF (moderklubb)

## Statistik
- 1999-BK Forward:Div2: ?? matcher - 2 mål
- 2000-BK Forward:Div2: ?? matcher 10 mål
- 2001-BK Forward:Div2: 22 matcher - 19 mål
- 2002-Örebro SK:Allsvenskan: 1 (9) matcher - 3 mål, 1 assist
- 2003-Örebro SK:Allsvenskan: 10 (10) matcher - 3 mål, 3 assist
- 2004-Örebro SK:Allsvenskan:  9 (10) matcher - 2 mål
- 2005-Örebro SK:Superettan: 9 (3) matcher - 3 mål
- 2005- Utlånad Bodens BK:Superettan: 6 (1) matcher - 3 mål
- 2006-Örebro SK:Superettan: 1 (6) matcher -
- 2006-Syrianska FC:Div1: 11 (1) matcher - 7 mål, 3 assist
- 2008-BK Forward:Div1: 16 matcher - 11 mål, 7 assist
- 2009-BK Forward:Div1: 22 matcher - 5 mål, 3 assist
- 2010-BK Forward:Div1: 25 matcher - 11 mål, 6 assist